# Maciej Marszał
Maciej Marszał (ur. 1968) – polski prawnik, politolog, specjalista w zakresie doktryn politycznych i prawnych, profesor nauk społecznych w dyscyplinie prawo, profesor Uniwersytetu Wrocławskiego.

## Życiorys
W 1999 na podstawie rozprawy pt. Ideologowie Narodowej Demokracji wobec włoskiego faszyzmu i niemieckiego socjalizmu (1926-1939) uzyskał na Wydziale Prawa, Administracji i Ekonomii Uniwersytetu Wrocławskiego stopień naukowy doktora nauk prawnych w zakresie prawa, specjalność: doktryny polityczno-prawne. Na tym samym wydziale w 2007 na podstawie dorobku naukowego oraz rozprawy Włoski faszyzm w polskiej myśli politycznej i prawnej 1922-1939 stopień doktora habilitowanego nauk prawnych w zakresie prawa, specjalność: doktryny polityczno-prawne. Został pracownikiem Katedry Doktryn Politycznych i Prawnych WPAiE UWr. Objął stanowisko profesora nadzwyczajnego Uniwersytetu Wrocławskiego, a 10 marca 2020 r. został mu nadany przez Prezydenta RP tytuł profesora w dziedzinie nauk społecznych dyscyplinie prawo.
Był profesorem nadzwyczajnym Dolnośląskiej Wyższej Szkoły Przedsiębiorczości i Techniki w Polkowicach. Stanowisko takie zajmuje w Uczelni Jana Wyżykowskiego.
30 marca 2016 został powołany przez marszałka Sejmu Marka Kuchcińskiego w skład Zespołu Ekspertów do Spraw problematyki Trybunału Konstytucyjnego, który otrzymał za zadanie podjęcie kwestii związanych z zaistniałym w 2015 kryzysem wokół TK (zespół złożył raport 1 sierpnia 2016).
Od 2018 r. jest członkiem XIII kadencji Rady Legislacyjnej przy Prezesie Rady Ministrów RP.

## Publikacje
- Włoski faszyzm w polskiej myśli politycznej i prawnej 1922-1939 (2007)
- Włoski faszyzm i niemiecki narodowy socjalizm w poglądach ideologów narodowej demokracji 1926-1939 (2001)
- "Rodzinna Europa". Europejska myśl polityczno-prawna u progu XXI wieku (współredaktor) (2015)
- Na szlakach zgody. Rzecznicy polsko-ukraińskiego porozumienia 1918-1939 = Na šlâhu do zlagodi : vyrazniki pols'ko-ukraïns'kogo porozuminnâ 1918-1939 (red. nauk.) (2013)
- W stronę autorytaryzmu. Nacjonalizm integralny Związku Młodych Narodowców 1934-1939 (red. nauk.) (2008)
- Pod znakiem swastyki. Polscy prawnicy wobec Trzeciej Rzeszy 1933-1939 (wybór pism) (współredaktor) (2005)
- Doktryny polityczne i prawne u progu XXI wieku. Wybrane problemy badawcze (współredaktor: Marek Maciejewski) (2002)[7]